# Ko-Yan
 (mai 2021).
Si vous disposez d'ouvrages ou d'articles de référence ou si vous connaissez des sites web de qualité traitant du thème abordé ici, merci de compléter l'article en donnant les références utiles à sa vérifiabilité et en les liant à la section « Notes et références ».
Albums de Salif Keïta
Soro
(1987) Amen
(1991)
Ko-Yan (signifiant en français : que se passe-t-il ?) est le second album de Salif Keïta sorti sur disque vinyle le 8 août 1989 sur le label Island Records.

## Liste des titres
| No | Titre          | Durée |
| -- | -------------- | ----- |
| 1. | Yada           |       |
| 2. | Nou Pas Bouger |       |
| 3. | Ko-Yan         |       |
| 4. | Fe-So          |       |
| 5. | Primpin'       |       |
| 6. | Tenin          |       |
| 7. | Sabou          |       |